# Jim McCann (Leichtathlet)
Jim McCann (eigentlich James McCann; * 28. Mai 1939) ist ein ehemaliger australischer Sprinter, Weitspringer und Hürdenläufer.
Bei den British Empire and Commonwealth Games 1958 in Cardiff gewann er Bronze mit der australischen 4-mal-110-Yards-Stafette, erreichte über 100 Yards das Viertelfinale und schied im Weitsprung in der Qualifikation aus.
1962 kam er bei den British Empire and Commonwealth Games in Perth im Weitsprung auf den 14. Platz.
1958 wurde er Australischer Meister im Weitsprung und 1967 über 200 m Hürden. Seine persönliche Bestzeit über 100 Yards von 9,5 s stellte er am 15. März 1958 in Brisbane auf.